# Casa Senyorial de Vestiena
La Casa Senyorial de Vestiena (en letó: Vestienas muižas pils) es troba a la regió històrica de Vidzeme, al municipi de Madona del nord de Letònia.

## Història
Originàriament va ser construïda a la meitat del segle xviii, es van afegir ales de dos pisos als costats de la simple estructura central primitiva, durant la primera meitat del segle xix, per produir una aparença clàssica tardana. La mansió va ser reparada després de patir danys per un incendi el 1905. Des de 1960 és la seu de l'escola primària Vestiena.